# Библиотека „Вук Караџић” Косовска Митровица
Библиотека „Вук Караџић” Косовска Митровица је градска библиотека у Косовској Митровици чији почеци развоја библиотечке делатности могу да се вежу за друштво омладине “Братство” које је 15. маја 1920. године оснивало читаоницу. Библиотека „Вук Караџић” основана је одлуком Општине новембра 1945. године.

## Историја
Друштво омладине Братство 15. маја 1920. године оснива читаоницу у Косовској Митровици и позива све пријатеље и писце да донирају књиге и тако формирају фонд. У исто време, у ондашњој Гимназији (основана 1. септембра 1915. године) постојала је ђачка библиотека. Ђаци су од прикупљених средстава која су 19. јануара када су приредили забаву на којој су играли комад "Џандрљиви муж" Ј. С. Поповића обезбедили фонд за куповину књига. Од сакупљених 2000 динара, један део је утрошен за куповину књига – уџбеника за сиромашне ученике, а остатак за куповину књига за Библиотеку. Студент Гимназије, избеглица из Русије, Лисов, руководи том Библиотеком.
Године 1937, на иницијативу председника општине Јована Јефтића, отворена је Библиотека у општинској згради. По налогу партије Жика Николић је за ту прилику купио левичарску литературу. По казивању Божидара Раденковића, предратног адвоката, Библиотека је радила само неколико дана, након чега је затворена. Разлог је био тај да се грађанству не би делиле књиге са комунистичким садржајем. Од тада, па до 1945. године, нема трага да ли се и како обављала библиотечка делатност у граду.
Новембра 1945. године одлуком Општине и на иницијативу просветних радника и виђенијих грађана, као прва установа културе у граду, основана је Библиотека „Вук Караџић”. Почетни фонд од око 1700 књига чиниле су, углавном, јединице из области књижевности, уз један број страних књига. Фонд Библиотеке је прво био смештен у приватним кућама виђенијих грађана. Селила се седам пута до коначног пресељења у зграду Скупштине Општине.
Библиотека је формирала библиотечке огранке у граду, приградским насељима и селима, укупно 12. Касније су неки од тих огранака угашени због туђег власништва над простором, а неки су се, након формирања општина Зубин Поток и Звечан, издвојили из Матичне библиотеке. Библиотека се јануара 1994. године пресељава у зграду бившег хотела "Јадран". Смештена је у простор од око 800 м2 који је адаптиран за потребе обављања библиотекарске делатности. Поседовала је три читаонице, магацине за књиге, посебне просторе за одељења и службе. 
На основу Закона о библиотечкој делатности 1994. године Градска библиотека „Вук Караџић” одређена је за матичну, за косовско – митровачки и пећки округ. Све до 1999. године и уласка међународних снага, Библиотека је успешно обављала матичне функције на територији 11 општина.

## Награде
За допринос развоју библиотечке делатности на подручју своје матичности, Библиотека је добила низ значајних награда и признања од републичког и општинског значаја:
- Сурепову награду,
- награду Заједнице матичних библиотека Србије,
- Вукову награду КПЗ Србије и
- Новембарско признање СО Косовска Митровица.

## Фондови
До 1999. године, Библиотека је имала 114.000 књига. Књижни фонд је чинило око 58.000 књига на српском језику, око 500 на руском, немачком, француском и енглеском, а остали део, скоро половину фонда, чиниле су књиге на албанском и турском језику. Фонд је био класификован по УДК систему. Целокупан књижни фонд је био евидентиран у инвентарним књигама. Библиотека је израђивала ауторски и каталог на наслов.

## Одељења
Организација фонда је до 1999. године организована тако да је обухватала: 
- домаћу и страну књижевност на позајмном одељењу за одрасле и децу,
- стручну књигу са богатом референсном збирком,
- фонд старе и ретке књиге, завичајну збирку и
- одељење периодике са серијским публикацијама.

## Читаоница
У читаоници за дневну штампу, свакодневно је стизала дневна штампа: Политика, Вечерње новости, Јединство, а од недељника: Дуга и Политикин забавник.

## Међубиблиотечка позајмица
За потребе студената, као и осталих корисника, Библиотека је прибављала наслове које није поседовала у свом фонду путем међубиблиотечке позајмице.

## Библиотека данас
Након уласка међународних снага, 10. јуна 1999. године, онемогућен је повратак Библиотеке у простор у којем је обављала своју делатност. Све до 1. септембра 2014. своју делатност обављала је у Техничкој школи, у простору од око 100 м2. Библиотека се тренутно налази на новој локацији, у новом простору, бившем простору Центра за социјални рад.